# Hydroptila fiorii
Hydroptila fiorii är en nattsländeart som beskrevs av Malicky och Moretti 1987. Hydroptila fiorii ingår i släktet Hydroptila och familjen smånattsländor. Inga underarter finns listade i Catalogue of Life.